# Barranca Seca de Larios
Barranca Seca de Larios är en ort i Mexiko.   Den ligger i kommunen Chinicuila och delstaten Michoacán de Ocampo, i den södra delen av landet, 400 km väster om huvudstaden Mexico City. Barranca Seca de Larios ligger 414 meter över havet och antalet invånare är 129.
Terrängen runt Barranca Seca de Larios är huvudsakligen kuperad. Barranca Seca de Larios ligger nere i en dal. Runt Barranca Seca de Larios är det mycket glesbefolkat, med 6 invånare per kvadratkilometer. Närmaste större samhälle är Palos María, 19,0 km väster om Barranca Seca de Larios. I omgivningarna runt Barranca Seca de Larios växer huvudsakligen savannskog.